# El Rodeo, Guatemala
El Rodeo är en kommunhuvudort i Guatemala.   Den ligger i departementet Departamento de San Marcos, i den västra delen av landet, 160 km väster om huvudstaden Guatemala City. El Rodeo ligger 826 meter över havet och antalet invånare är 1 887.
Terrängen runt El Rodeo är lite bergig. Runt El Rodeo är det tätbefolkat, med 493 invånare per kvadratkilometer. Närmaste större samhälle är San Pablo, 4,3 km väster om El Rodeo. I omgivningarna runt El Rodeo växer i huvudsak städsegrön lövskog.